# Microdipoena
Microdipoena là một chi nhện trong họ Mysmenidae.